# Фирнебург
Фирнебург (на немски: Virneburg) е община в Рейнланд-Пфалц, Германия, с 372 жители (2015). Намира се в окръг Майен-Кобленц.
В центъра на селището се намира замък Фирнебург, споменат за пръв път в документ през 1192 г. Замъкът е резиденция на графовете на Фирнебург.
На 26 юни 1990 г. Фирнебург получава разрешение да има герб.